# Kilian Pflüger
Kilian Pflüger (* in Windsheim; † 1486) war ein deutscher Bischof und Weihbischof in Eichstätt.
Pflüger wurde 1460 zum Priester für das Bistum Eichstätt geweiht und wurde am 20. November 1476 zum Titularbischof von Microcomien und Weihbischof in Eichstätt ernannt. Im Jahr darauf wurde er zum Bischof geweiht.